# Again (chanson de Janet Jackson)
Pour les articles homonymes, voir Again.
Albums de Janet Jackson
Rhythm Nation 1814
(1993) The Velvet Rope
(1997)
Singles de Janet Jackson
If
(1993) Because of Love
(1994)
Again est une chanson de Janet Jackson, issue de son cinquième album studio, Janet. (1993). Écrite et produite par Janet Jackson, James Harris III, et Terry Lewis, la ballade est sortie en octobre 1993 en tant que troisième single de l'album. Again a atteint la première place du Billboard Hot 100 à la fin de l'année 1993, place qu'elle a gardée pendant deux semaines, et a été nommée aux Golden Globes et aux Oscars en tant que meilleure chanson originale, pour le film Poetic Justice.

## Informations
Basée sur l'histoire d'un amour perdu, Again apparaît à la fin du film Poetic Justice, dans lequel Janet Jackson tient le premier rôle. Bien qu'elle ne figure pas sur la bande originale du film, la chanson a été nommée pour l'Oscar de la meilleure chanson originale. Jackson a interprété la chanson en direct pendant la cérémonie. La chanson Funky Big Band, un titre aux influences jazz et funk, a servi de face B au single. Jackson a enregistré une version française de la chanson, qui apparait sur certains supports ainsi que sur l'édition limitée de l'album Janet.. Pour cette version, la chanteuse collabore avec André Manoukian qui écrit les paroles. Avec l'aide de ce dernier, Janet Jackson enregistre la chanson en phonétique.
Again est le septième numéro un de Janet Jackson au Billboard Hot 100.
Jackson a interprété cette chanson lors du janet. Tour, du Velvet Rope Tour, du All for You Tour, du Rock Witchu Tour, et de la tournée Number Ones: Up Close and Personal. Elle a également interprété cette chanson lors de la finale de la saison 9 d'American Idol, l'équivalent de Nouvelle Star.
Iyaz utilise un sample de la chanson dans son single Solo, sorti en 2010.

## Clip
Le clip qui illustre la chanson a été réalisé par René Elizondo, Jr., qui était à l'époque marié à Janet Jackson. L'acteur Gary Dourdan joue l'amour perdu de Jackson, qui écrit ses souvenirs dans son journal intime. Une autre version du clip contient des extraits du film Poetic Justice sur un téléviseur. La version originale apparait sur la compilation vidéo Janet. et sur le DVD From janet. to Damita Jo: The Videos, tandis que l'autre version figure sur l'édition DVD de All for You.

## Supports
CD promo États-Unis
1. Album version – 3:44
2. Piano/Vocal – 3:48
3. Instrumental – 3:50

CD maxi États-Unis
CD single
CD maxi Royaume-Uni
1. Album version – 3:44
2. Piano/Vocal – 3:48
3. Instrumental – 3:50
4. "Funky Big Band" – 5:25

Mini CD Japon
45 tours Royaume-Uni
45 tours promo États-Unis
1. Album version – 3:44
2. Piano/Vocal – 3:48

CD Japon
CD Royaume-Uni (édition limitée avec calendrier)
1. Album version – 3:44
2. Piano/Vocal – 3:48
3. French version – 3:50
4. "That's the Way Love Goes" (We Aimista Win Mix) – 5:38

## Versions officielles
- Album version – 3:47
- Instrumental – 3:50
- Piano/Vocal – 3:46
- French version ("Amoureuse de toi") – 3:50

## Classements
| Chart (1993)                               | Meilleure position |
| ------------------------------------------ | ------------------ |
| Australie                                  | 19                 |
| Belgique (Flandre)                         | 31                 |
| Canada                                     | 2                  |
| États-Unis Billboard Hot 100               | 1                  |
| États-Unis Billboard Hot R&B/Hip-Hop Songs | 7                  |
| États-Unis Billboard Adult Contemporary    | 4                  |
| Finlande                                   | 20                 |
| Irlande                                    | 12                 |
| Pays-Bas                                   | 20                 |
| Royaume-Uni                                | 6                  |
| Charts (1994)                              | Meilleure position |
| Allemagne                                  | 29                 |
| France                                     | 59                 |
| Nouvelle-Zélande                           | 13                 |
| Suède                                      | 5                  |
| Suisse                                     | 20                 |

| Chart (1993)                 | Position |
| ---------------------------- | -------- |
| États-Unis Billboard Hot 100 | 74       |
| Chart (1994)                 | Position |
| États-Unis Billboard Hot 100 | 12       |

| Chart (1990–1999)            | Position |
| ---------------------------- | -------- |
| États-Unis Billboard Hot 100 | 56       |